# آب‌چندار (اندیکا)
آب چندار (اندیکا)، روستایی از توابع بخش چلو شهرستان اندیکا در استان خوزستان ایران است.	

## جمعیت
این روستا در دهستان للر و کتک قرار دارد و براساس سرشماری مرکز آمار ایران در سال ۱۳۸۵، جمعیت آن ۸۱ نفر (۲۰خانوار) بوده‌است.